# Владимир Пешевски
Владимир Пешевски (на македонска литературна норма: Владимир Пешевски) е политик от Северна Македония.

## Биография
Роден е на 19 юни 1970 година в град Скопие. През 1993 година завършва Електротехническия факултет на Скопския университет. Завършва магистратура по бизнес администрация в Шефийлдския университет. На 10 юли 2009 е назначен за вицепремиер, отговорен за икономическите въпроси в правителството на Република Македония. Остава на този пост и в следващото осмо правителство на Република Македония.